# Julija Guszczina
Julija Guszczina (ros. Ю́лия Александровна Гу́щина; ur. 4 marca 1983 w Nowoczerkasku) – rosyjska lekkoatletka, sprinterka specjalizująca się w biegu na 200 m. Złota medalistka halowych mistrzostw świata z Walencji (2008) w sztafecie 4 x 400 m, dwukrotna medalistka mistrzostw Europy.
W roku 2008 podczas Letnich Igrzysk Olimpijskich w Pekinie wraz ze sztafetą 4 x 400 m zdobyła srebrny medal. Jednak w 2016 r. powtórne przebadanie próbek pobranych od Anastasiji Kapaczinskiej ujawniło w jej organizmie obecność sterydów anabolicznych i w konsekwencji sztafeta utraciła medal.
16 sierpnia 2016 roku MKOL opublikował raport, z którego wynika że u Juliji Czermoszanskiej, z którą Guszczina biegła w sztafecie 4 x 100 m wykryto stosowanie niedozwolonych środków (turinabol oraz stanozolol) podczas Igrzysk w Pekinie. W konsekwencji również tej rosyjskiej sztafecie odebrano złoty medal olimpijski. Również u drugiej zawodniczki rosyjskiej sztafety - Tatjany Firowej wykryto środki niedozwolone. W 2017 roku sztafecie rosyjskiej odebrano również złoty medal z mistrzostw świata w Moskwie.
Guszczina również została ukarana za stosowanie niedozwolonych środków dopingujących – otrzymała czteroletnią dyskwalifikację (jej bieg kończy się 27 marca 2021), a także anulowaniem wszystkich wyników osiągniętych w okresie od 1 września 2011 do 31 grudnia 2014.

## Sukcesy
| Rok  | Zawody                                  | Miejsce   | Wynik | Konkurencja        | Czas    |
| ---- | --------------------------------------- | --------- | ----- | ------------------ | ------- |
| 2003 | Młodzieżowe mistrzostwa Europy          | Bydgoszcz |       | sztafeta 4 x 400 m | 3:29,55 |
| 2006 | Mistrzostwa Europy                      | Göteborg  |       | bieg na 200 m      | 22,93   |
| 2006 | Mistrzostwa Europy                      | Göteborg  |       | sztafeta 4 x 100 m | 42,27   |
| 2008 | Halowe mistrzostwa świata               | Walencja  |       | sztafeta 4 x 400 m | 3:28,17 |
| 2008 | Letnie Igrzyska Olimpijskie             | Pekin     | DSQ   | sztafeta 4 x 100 m | 42,31 s |
| 2008 | Letnie Igrzyska Olimpijskie             | Pekin     | DSQ   | sztafeta 4 x 400 m | 3:18,82 |
| 2010 | Superliga drużynowych mistrzostw Europy | Bergen    | 1     | sztafeta 4 x 100 m | 42,98   |
| 2012 | Letnie Igrzyska Olimpijskie             | Londyn    | DSQ   | sztafeta 4 x 400 m | 3:20,23 |
| 2013 | Mistrzostwa świata                      | Moskwa    | DSQ   | sztafeta 4 x 400 m | 3:20,19 |

## Rekordy życiowe
- bieg na 100 metrów – 11,13 s (2006)
- bieg na 200 metrów – 22,53 s (2005)
- bieg na 400 metrów – 50,01 s (2008)
- bieg na 60 metrów (hala) – 7,24 (2007)
- bieg na 200 metrów (hala) – 22,82 (2006)
- bieg na 300 metrów (hala) – 36,93 (2010)
- bieg na 400 metrów (hala) – 51,26 (2006)